# Quận Delaware, New York
Quận Delaware (tiếng Anh: Delaware County) là một quận trong tiểu bang New York, Hoa Kỳ. Quận lỵ là thành phố Delhi 6. Theo điều tra dân số năm 2000 của Cục điều tra dân số Hoa Kỳ, quận này có dân số 48.055 người 2.

## Địa lý
Quận Delaware nằm ở phần phía nam của tiểu bang, chia cắt với bang Pennsylvania qua sông Delaware. Quận nằm về phía đông của Binghamton và phía tây nam của Albany. Quận này có chứa một phần của dãy núi Catskill. Quận nằm trong một khu vực được gọi là Southern Tier bang New York.
Điểm cao nhất là khoảng 3.520 foot (1.073 m) tại đỉnh núi Bearpen dọc theo tuyến quận Greene. Điểm thấp nhất là dọc theo sông Delaware.
Theo Cục điều tra dân số Hoa Kỳ, quận có tổng diện tích là 1.468 dặm vuông (3.802 km ²), trong đó, 1.446 dặm vuông (3.746 km ²) là đất và 22 dặm vuông (56 km ²) của nó (1,48%) là diện tích mặt nước.